# Sachkhere

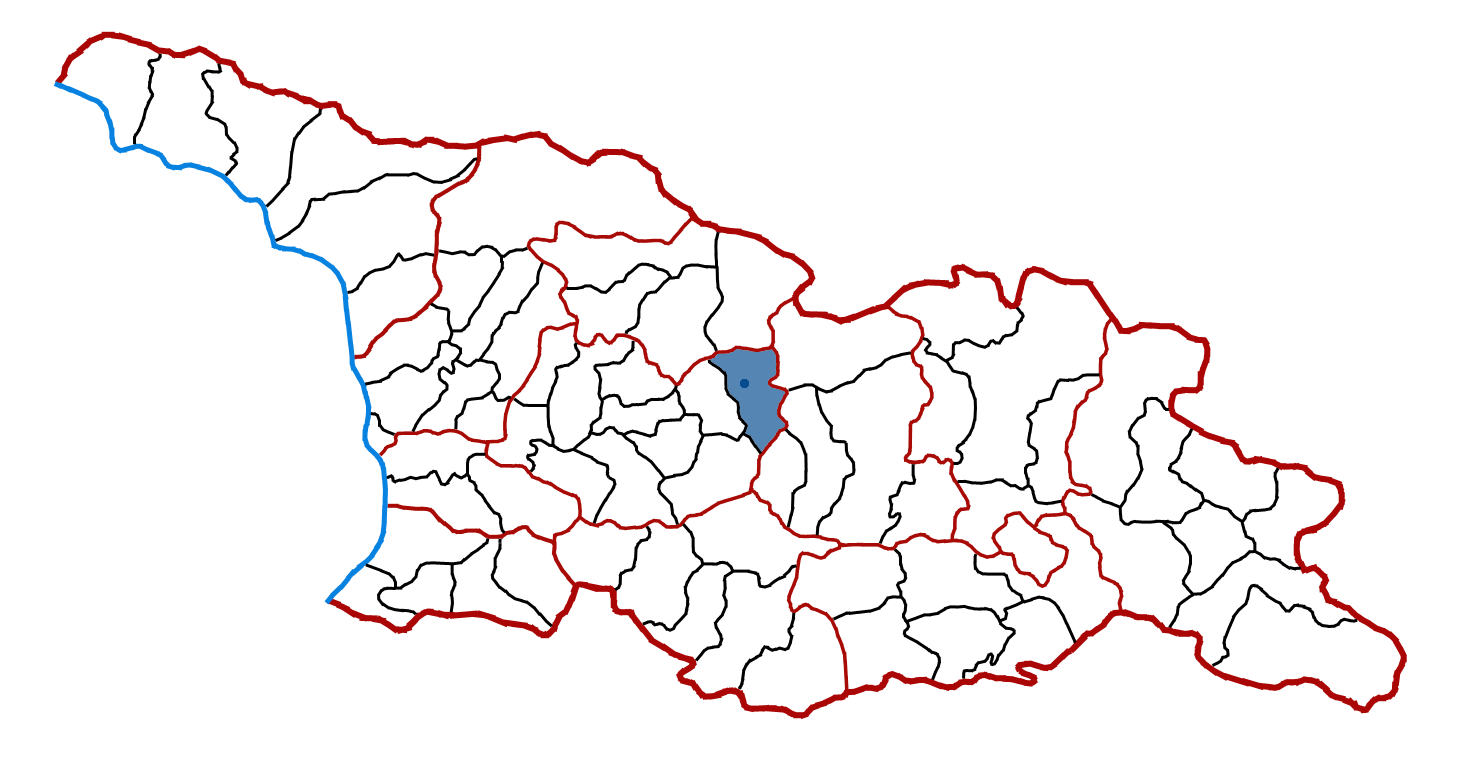
Localização no mapa

Sachkhere (em língua georgiana: საჩხერე Sačxere) é uma pequena cidade localizada no extremo norte da província de Imerícia, na região oeste da Geórgia. Foi fundada em 1964 e em 2014 contava com cerca de 6 140 habitantes.
Em Sachkhere encontra-se uma estação da linha ferroviária que sai de Zestaponi e liga Samtredia à capital Tbilisi. Nos arredores da cidade, o rio Kvirila, vindo da localidade de Zestaponi, deságua no rio Rioni.